# Andradina (tiểu vùng)
Andradina là một tiểu vùng thuộc bang São Paulo, Brasil. Tiều vùng này có diện tích 6888 km², dân số năm 2007 là 173967 người.